# Fissiphalliidae
Fissiphalliidae – rodzina pajęczaków z rzędu kosarzy i podrzędu Laniatores zawierająca 7 opisanych gatunków należących do jednego rodzaju Fissiphallius

## Budowa ciała
Przedstawiciele rodziny mają od 2 do 3 mm długości ciała i od 3 do 9 mm rozpiętości odnóży. Ubarwione są od żółtawego do bladobrązowego, czasem z paskami lub kropkami.

## Występowanie
Kosarze te to południowoamerykańskie endemity, gdzie występują od lasu deszczowego Amazonii po wysokie na 3,500 m n.p.m. wzniesienia w Kolumbii.

## Systematyka
Należy tu jeden rodzaj:
- Rodzaj: Fissiphallius Martens, 1988
  - Fissiphallius chicoi Tourinho & Perez, 2006
  - Fissiphallius martensi Pinto-da-Rocha, 2004
  - Fissiphallius orube Polydoro & Pinto-da-Rocha, 2012
  - Fissiphallius spinulatus Martens, 1988
  - Fissiphallius sturmi Martens, 1988
  - Fissiphallius sympatricus Martens, 1988
  - Fissiphallius tucupi Tourinho & Perez, 2006